# Aloe megalacantha
Aloe megalacantha ist eine Pflanzenart der Gattung der Aloen in der Unterfamilie der Affodillgewächse (Asphodeloideae). Das Artepitheton megalacantha leitet sich von den griechischen Worten megas für ‚groß‘ sowie acantha für ‚Stachel‘ ab und verweist auf die großen Zähne am Blattrand.

## Beschreibung

### Vegetative Merkmale
Aloe megalacantha wächst stammbildend und verzweigt von der Basis. Der spreizklimmende Stamm erreicht eine Länge von bis zu 2 Meter und ist mit toten Blättern bedeckt. Die 24 und mehr lanzettlich verschmälerten Laubblätter bilden dichte Rosetten. Auf etwa 50 Zentimeter der Stammlänge sind sie ausdauernd. Die trüb hellgrüne bis bläulich grüne Blattspreite ist 60 bis 80 Zentimeter lang und 13 bis 15 Zentimeter breit. Sie ist tief rinnig und zurückgebogen. Ihre Spitzen zeigen abwärts. Die Blattoberfläche ist rau. Die stumpfen, rosarötlichen, rötlich braunen, gespitzten Zähne am rosarötlichen, knorpeligen Blattrand sind 4 bis 6 Millimeter lang und stehen 0,5 bis 0,7 Millimeter voneinander entfernt.

### Blütenstände und Blüten
Der Blütenstand besteht aus sechs bis 13 Zweigen und erreicht eine Länge von 50 bis 100 Zentimeter. Die unteren Zweige sind nochmals verzweigt. Die ziemlich dichten, zylindrisch-konischen Trauben sind 5 bis 14 Zentimeter lang und 7 Zentimeter breit. Die eiförmig-deltoiden Brakteen weisen eine Länge von 4 bis 7 Millimeter auf und sind 2 bis 4 Millimeter breit. Die gelben, orangefarbenen oder scharlachroten Blüten stehen an 8 bis 15 Millimeter langen Blütenstielen. Die Blüten sind 23 bis 28 Millimeter lang und an ihrer Basis gerundet. Auf Höhe des Fruchtknotens weisen die Blüten einen Durchmesser von 5 bis 7 Millimeter auf. Darüber sind sie sehr leicht verengt und schließlich zur Mündung leicht erweitert. Ihre äußeren Perigonblätter sind auf einer Länge von 12 bis 14 Millimetern nicht miteinander verwachsen. Die Staubblätter und der Griffel ragen 3 bis 4 Millimeter aus der Blüte heraus.

### Genetik
Die Chromosomenzahl beträgt {\displaystyle 2n=14}.

## Systematik und Verbreitung
Aloe megalacantha ist in Äthiopien und Somalia  verbreitet.
Die Erstbeschreibung durch John Gilbert Baker wurde 1898 veröffentlicht. Es werden folgende Unterarten unterschieden:
- Aloe megalacantha subsp. megalacantha
- Aloe megalacantha subsp. alticola M.G.Gilbert & Sebsebe

Aloe megalacantha subsp. megalacantha

Die Unterart ist im Nordosten von Äthiopien und im Nordwesten von Somalia in trockenem offenen Buschland an felsigen Hängen und auf sandigen Ebenen in Höhen von 1100 bis 1850 Metern verbreitet. Aloe magnidentata I.Verd. & Christian (1947) wurde als Synonym in die Unterart einbezogen.
Aloe megalacantha subsp. alticola

Die Unterschiede zu Aloe megalacantha var. megalacantha sind: Die Unterart bildet häufig kompaktere Klumpen. Die Stämme sind aufrecht. Die Zähne am Blattrand sind etwa 4 Millimeter lang. Die Brakteen weisen eine Länge von 11 bis 12 Millimeter auf und sind 2,5 bis 4 Millimeter breit. Die Blüten sind 28 bis 30 Millimeter lang. Auf Höhe des Fruchtknotens weisen die Blüten einen Durchmesser von 4 bis 6 Millimeter auf.  Ihre äußeren Perigonblätter sind auf einer Länge von 10 bis 12 Millimetern nicht miteinander verwachsen.
Die Erstbeschreibung der Unterart durch Michael George Gilbert und Sebsebe Demissew wurde 1997 veröffentlicht. Aloe megalacantha subsp. alticola ist in Äthiopien im südlichen Hararghe-Gebiet am Rand von Dickichten auf Kalksteinhängen in Höhen von 2100 bis 2150 Metern verbreitet.

## Nachweise